# Mesonauta festivus

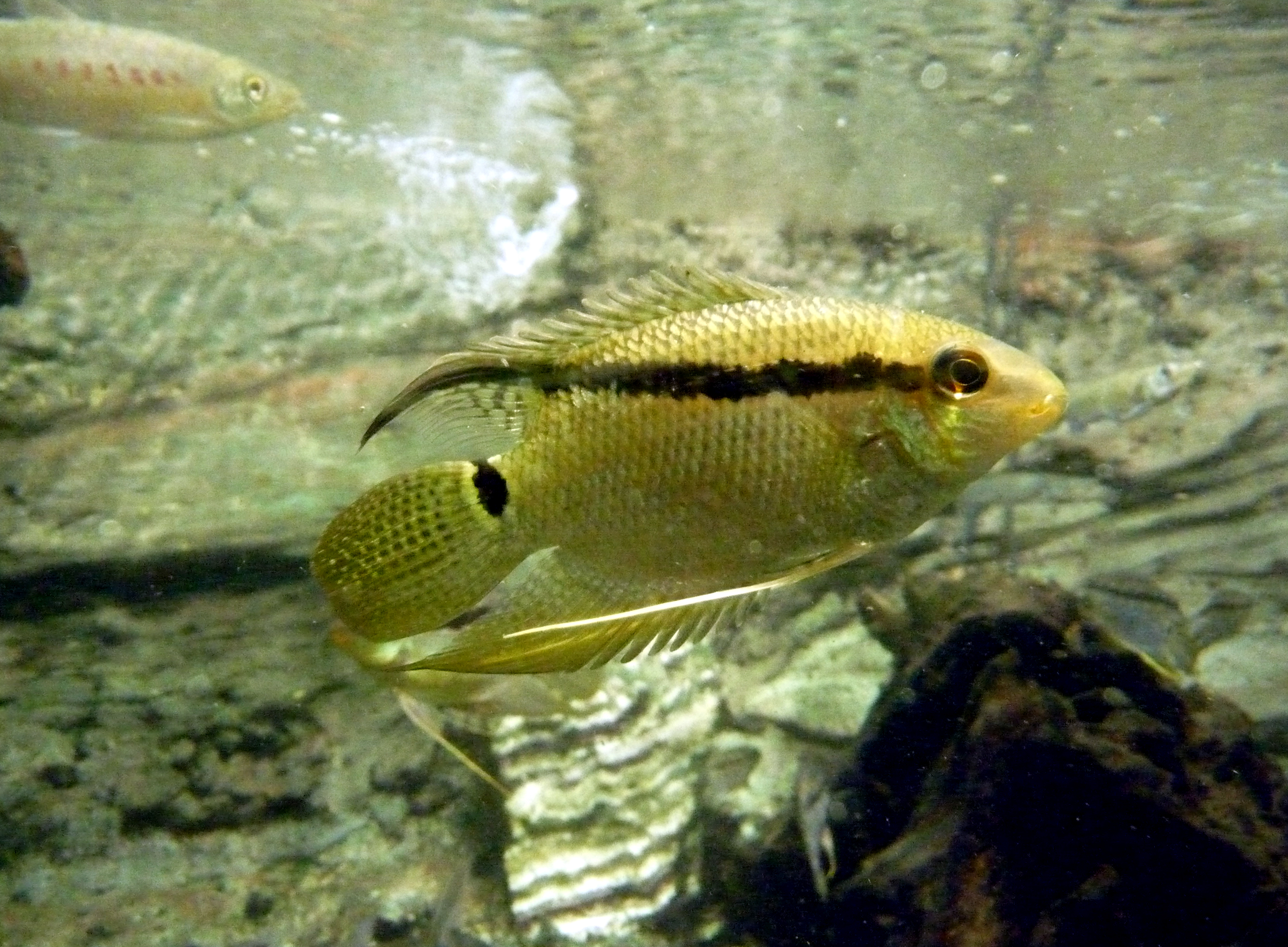
Một cá thể Mesonauta festivus

Mesonauta festivus là một loài cá nước ngọt nhiệt đới thuộc chi Mesonauta trong họ Cá hoàng đế. Loài này được mô tả lần đầu tiên vào năm 1840.
Từ festivus trong tiếng Latin có nghĩa là "đẹp".

## Phân bố và môi trường sống
M. festivus được tìm thấy ở lưu vực các sông Paraná và sông Amazon ở Nam Mỹ. Loài này ưa sống ở những khu vực nước đen, độ pH khoảng 6,0 - 8,0 và nhiệt độ vào khoảng 25 - 34 °C.

## Mô tả
M. festivus trưởng thành dài khoảng 15 – 20 cm; cá đực có kích thước lớn hơn cá mái. Thân của M. festivus có dạng hình bầu dục; vây hậu môn và vây lưng nhọn, trong khi vây tia ở vây bụng lại dài. Nửa thân trên có các hàng chấm nhỏ màu đen. Các cá thể của M. festivus có thể có nhiều màu khác nhau: trắng bạc hoặc vàng nâu. Điểm đặc biệt của những loài cá trong chi này là dải màu đen chạy từ miệng, băng qua mắt, đến cuối vây lưng. Nhiều cá thể còn có các sọc dọc màu sậm trải dài khắp thân. Chúng có tuổi thọ 7 - 10 năm.
Thức ăn chủ yếu của loài này là rong tảo, sinh vật phù du và các động vật giáp xác nhỏ. Vào mùa sinh sản, cá mái sẽ đẻ khoảng 200 trứng. Loài này có thể được nuôi làm cảnh với tên gọi thông dụng là festivum torng tiếng Anh.